# Bracan Popović
Bracan Popović (in serbo Брацан Поповић?; Podgorica, 31 maggio 1982) è un ex calciatore montenegrino, di ruolo difensore.